# Bothkamp
Bothkamp est une commune allemande du Schleswig-Holstein, située dans l'ouest de l'arrondissement de Plön, entre les villes de Preetz et Neumünster. Bothkamp fait partie de l'Amt Preetz-Land (« Preetz-campagne ») qui regroupe 17 communes entourant la ville de Preetz.

## Personnalités liées à la ville
- Josias Rantzau (1609-1650), maréchal né à Bothkamp.
- Harry von Bülow-Bothkamp (1897-1976), pilote de chasse né à Bothkamp.